# 宇奈月温泉事件

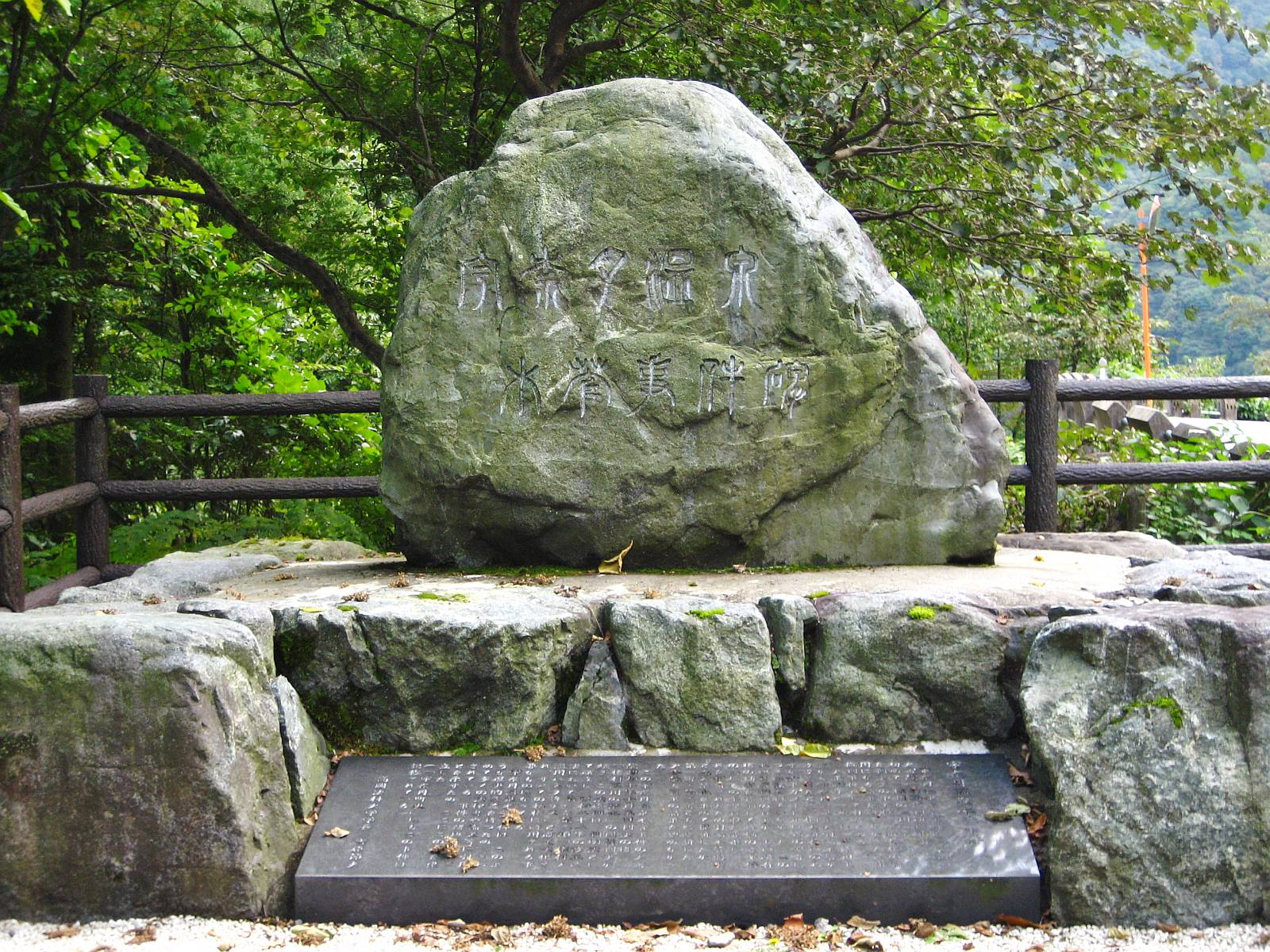
宇奈月温泉事件紀念碑

宇奈月温泉事件（昭和9年（オ）第2644号妨害排除请求事件，日本大审院昭和10年10月5日判决民集14卷1965頁），是1934年发生在日本富山县下新川郡内山村（现黑部市）的宇奈月温泉民事纠纷案件。由于该案件是大审院（最高裁判所前身）对于权利滥用作出的首个明确的判例，因此是日本民法学上重要的判例之一。
由于该案件作为日本著名法学出版社有斐阁《民法判例百选I》中选登的第一个案例，因此也是日本的大学法学部学生最初接触案例之一。

## 案件概要
宇奈月温泉的温泉水，是通过地下埋设的木制引水管，从7.5公里外的黒薙温泉接引过来的。该引水管是当事人A在大正六年（1917年）花费时价30万日元，有偿（包括部分无偿）购买水管经过的土地使用权而埋设的。但是，在该引水管经过的土地中，有2坪左右的甲号土地尚未取得使用权。该土地是当事人B所拥有的112坪乙号地块之一部分，而整个乙号地块都属于很难得到开发利用的斜面陡坡。
此后，该引水管由掌控通往宇奈月温泉的铁路的当事人Y公司（黒部鉄道，现在的富山地方鐵道一部分）经营。另外，当事人B将包含有引水管经过的2坪土地的112坪乙号土地以每坪26钱日元的价格出卖给当事人X。
购得乙号土地的X，以不法侵占为理由，要求Y公司撤去引水管，或者以每坪7日元的价格购买乙号土地周边的整块3000坪的土地（总价为2万多日元）。因Y公司未接受其要求，X向Y提出了请求撤去引水管的妨害排除请求之诉。

## 判决
第1・2审均驳回了X的请求，于是X向大審院提出了上告。
大审院在判决书中首次使用了“权利的滥用”这一表述，认为X的请求（所有权的行使）属于权利滥用，不能获得支持，最终驳回其诉讼请求。
就是说，本案中毫无利用价值的土地对原告X而言并不能带来任何利益，但是如果支持了其请求，而命令被告撤去引水管的话，那么对于宇奈月温泉和当地居民将带来极其严重的损失。如果所有权的行使将导致上述后果，那么就违背了所有权的目的，构成了权利的滥用，因此审判官不能支持对该权利的行使。

## 影响判决的因素
据研究，影响本案判决的因素如下：
- 引水管是宇奈月温泉不可或缺的资源，一旦支持了原告的请求，将遭受很大的影响。
- 与此相对，本案涉及的土地对X而言并不具有重要的价值。
  - 本案所涉土地属于斜坡地，并没有利用价值。
  - 且引水管经过的土地面积所占比例极小。
- 而且，行使权利的方式带有恶意。
  - X利用被告的引水管未取得土地使用权这个弱点，要求其以过高的价格购买本案所涉土地。
    - X以每坪26钱的价格购入，却要求以每坪7日元（購入价格近27倍）转让给Y。

## 紀念碑
於宇奈月水壩附近、宇奈月湖畔設有此事件的紀念碑，並刻有高岡法科大學校長吉原節夫撰寫的解說文說明事件始末與判決。

## 相关条文
- 日本民法典第1条